# Трачевский, Игнат Митрофанович
Игнат Митрофанович Трачевский (1898—1937) — русский и советский историк и педагог, доцент, директор Одесского педагогического института.

## Биография
Родился 28 мая 1898 года в деревне Островка Балтского уезда Российской империи, в настоящее время в Савранском районе Одесской области Украины, в крестьянской семье.
Сначала учился в гимназии, затем в 1916—1918 годах — на двухлетних педагогических курсах в Балте. В 1918—1920 годах учительствовал в селе Концеба; окончив в 1921 году уездные курсы внешкольного образования, работал инструктором в Савранском волостном отделе народного образования. Позже работал инструктором социального воспитания и завучем школы в селе Слюсарево.
В 1925 году Трачевский окончил историческое отделение факультета профессионального образования Одесского института народного образования и работал в одесской школе № 81. С 1926 года работал внештатным преподавателем рабочего факультета Одесского института народного образования, а также преподавателем железнодорожного техникума, лектором вечернего рабочего университета, был деканом рабочего факультета ОИНО. В 1928 году стал членом в ВКП(б).
В 1929 году И. М. Трачевский вошел в последний набор аспирантов Одесской секции Харьковской научно-исследовательской кафедры истории украинской культуры при ОИНО (под руководством Михаила Слабченко). В 1930 году, из-за разгрома исторической науки, аспирантский стаж заканчивал на условиях прикрепления к академической кафедре истории Украины Одесского института профессионального образования. Получил ученое звание доцента. С 9 июня 1930 являлся действительным членом Одесского историко-этнологического отдела.
Окончив аспирантуру, работал доцентом в Одесском институте профессионального образования. В 1932—1933 годах был директором Одесской государственной научной библиотеки имени М. Горького. В 1933—1935 годах занимал должность директора Одесского педагогического института В 1935—1936 годах заведовал кафедрой истории в Одесском немецком педагогическом институте.
С 1935 года Трачевский работал доцентом кафедры истории Украины исторического факультета Одесского государственного университета. После проверки в начале 1936 года комиссией обкома КП(б) Украины состояния преподавания отечественной истории в Одесском государственном университете уволен по подозрению в троцкизме. Поосле этого некоторое время снова работал доцентом Одесского педагогического института, а затем был научным сотрудником и экскурсоводом Историко-археологического музея.
3 сентября 1937 года И. М. Трачевский был арестован органами НКВД как участник контрреволюционной националистической организации. Постановлением «тройки» при Управлении НКВД по Одесской области от 29 октября 1937 года приговорен к смертной казни. Расстрелян 12 ноября 1937 года.
Был реабилитирован в 1956 году.